# 宮野真菜
宮野 真菜（みやの まな、1998年〈平成10年〉4月7日 - ）は、日本のタレント・モデル・レースクイーンである。
鹿児島県出身。妹はタレントの宮野陽名。

## 略歴
小学1年から8年間クラシックバレエを習う。中学時代から地元でモデル活動を始め、高校時代はブライダルモデルをこなした。高校卒業後は東京の短大に進学し、卒業後はアパレルの店員を務めた。
2017年に妹がミスセブンティーンのグランプリを獲得。それでも芸能界の憧れはずっと続け、負けないために2019年にプラチナムプロダクション主催の『シブスタ2019 Supported by FiNC』を応募、約2000人の中からファイナリスト13人の最終審査に立ち、結果はグランプリ。特別賞のFLASH賞・モデルプレス賞を合わせて3冠獲得。プラチナムと契約を結びタレント活動を本格化する。
2020年、アップガレージが運営しているSUPER GTのチーム「TEAM UPGAREGE」のイメージガール『UP GARAGE HONEYS』（アップガレージ・ハニーズ）の初代メンバーとして五十嵐希と共にレースクイーン活動を開始。翌2021年も五十嵐と共にHONEYSを継続する他、『K-1 GIRLS』としてK-1のラウンドガール（2021 - 2023年度）も務める。
2022年1月16日、プラチナム所属者としては野田桃加（2018年）以来4年ぶりとなる『SUBARU BRZ GT GALS “BREEZE”』のメンバーに選出。これに伴い、HONEYSはプラチナムの後輩に当たる渡辺弓華が後任となった。
2023年2月1日に発表された『K-1 AWARDS 2022』ではベストガールズ賞を受賞。この年はレースクイーンの仕事を行わずにK-1 GIRLSのキャプテンとして活動を継続。またファッション誌『JJ』のモデルオーディション「J-GIRL 国民的彼女」にもエントリーしたが、同じ事務所の黒木麗奈にグランプリの座を奪われ落選した。
2024年3月20日のK-1 WORLD MAX 2024をもって、3年間務めたK-1 GIRLSを卒業。同年5月21日付をもってプラチナムプロダクションを退所した。

## 人物
- 趣味は映画鑑賞[1]、ラップを聴くこと[2]。
- 特技はY字バランス[1]、高速まばたき[12][2]。
- 好きなアーティストはchelmico[2]。
- K-1 GIRLSでのキャッチコピーは「クールと天然のハイブリッド」[15]。
- プラチナムの同僚だった北川美麗と仲が良く、SNSにも度々登場した[17]。

## 出演

### テレビ番組
- オールスター感謝祭（TBS・2020年10月3日[注 5]／2021年3月27日／2021年10月9日） - 「赤坂5丁目ミニマラソン」のアシスタントを担当[18][19][20]

### 配信番組
- LOVE or DREAM presented by GirlsAward（ミクチャ・2020年）[動画 1]
- 新聞記者 第6話（2022年1月13日配信、Netflix）
- さまぁ〜ずチャンネル
  - 「【蛙亭】中野に凸撃! いきなり怒られ顔選手権で驚異の高得点!!」（2021年12月3日配信） - 菅原早記（元STU48）と共演[動画 2]
  - 「【児嶋小木】おじさんだって若者言葉うまく使い隊! エモい・さすい・チルい・きまZ」（2022年1月1日配信） - 菅原早記と共演[動画 3]
  - 「アシスタント探し! 6名の美女をオーディション!」（2022年11月19日配信）- 都丸亜華梨（都丸紗也華の実妹）も出演[動画 4]

### ショー
- 山形屋プレタポルテ（2014年 - 2017年出演）
- ブライダルハウス六本木 フロアショー（2014年 - 2017年出演）
- 城山観光ホテル ビアガーデンエンタメショー（2015年 - 2016年出演）
- WWS FESTIVAL vol.1 -Girls Side-（2022年11月23日、SHIBUYA ENTERTAINMENT THEATER PLEASURE PLEASURE）- 「シブスタ・トークショー」に出演[動画 5]

### ラウンドガール
| 年     | 大会名 | ユニット名     | 他メンバー                                                                 |
| ------ | ------ | -------------- | -------------------------------------------------------------------------- |
| 2021年 | K-1    | K-1 GIRLS 2021 | 小島みゆ、堀尾実咲、柳本絵美、川瀬もえ、落合真彩                           |
| 2022年 | K-1    | K-1 GIRLS 2022 | 堀尾実咲、キャシー凛、ロサリオ惠奈、小湊美月、波北果穂、上運天美聖、うらら |
| 2023年 | K-1    | K-1 GIRLS 2023 | うらら、波北果穂、名取くるみ、まえだまはる、一ノ瀬のこ、安藤京香、水神きき |